# Prayer in C
«Prayer in C» —literalmente en español: «Oración en Do»— es una canción realizada por el dúo francés Lilly Wood and the Prick originalmente incluida en su álbum de estudio debut, Invincible Friends lanzado en 2010. En 2014, el disc jockey y productor alemán Robin Schulz remezcló la canción siendo lanzado como sencillo. Esta versión se convirtió en un éxito encabezando diversas listas europeas. Además está incluido en el álbum de remixes de Schulz titulado Prayer editado en septiembre de 2014.

## Antecedentes
El DJ alemán Robin Schulz contactó por correo electrónico al dúo francés Lilly Wood and the Prick para utilizar su canción «Prayer in C» en su futuro álbum de remixes Prayer, por el cual el dúo accedió a su pedido. La banda quedó satisfecha con el trabajo de Schulz al reconvertir una excelente canción basada en una guitarra y una voz melancólica".
La versión remezclada por Robin Schulz estuvo disponible en su Soundcloud desde diciembre de 2013. Debido a su repercusión, medio año más tarde, se decidió lanzar como sencillo en junio de 2014 en Alemania, Austria y Suiza. Poco tiempo después, tuvo su edición en toda Europa, como así también para los Estados Unidos.

## Video musical
El video musical de la canción fue dirigido por Maxim Rosenbauer. Está rodado en las calles de Berlín en la que convoca a la amistad, el estilo carpe diem y la juventud.
Con una marcada presencia de la cultura mexicana con piñatas y la clásica calavera tan utilizada en los rituales de día de muertos que se festeja el 1 y 2 de noviembre cada año.

## Lista de canciones
| Sencillo en CD |                                         |          |  |
| N.º            | Título                                  | Duración |  |
| 1.             | «Prayer in C» (Robin Schulz Radio Edit) | 3:09     |  |
| 2.             | «Prayer in C» (Robin Schulz Remix)      | 5:22     |  |

| Descarga digital (Remix EP) |                                      |          |  |
| N.º                         | Título                               | Duración |  |
| 1.                          | «Prayer in C» (Stefan Dabruck Remix) | 5:25     |  |
| 2.                          | «Prayer in C» (Walter Ego Remix)     | 4:26     |  |
| 3.                          | «Prayer in C» (Kowton Remix)         | 5:56     |  |
| 4.                          | «Prayer in C» (DJ KATCH Remix)       | 3:44     |  |

| Sencillo en CD (Relanzamiento por el 5.º Aniversario) |                                         |          |  |
| N.º                                                   | Título                                  | Duración |  |
| 1.                                                    | «Prayer in C» (Robin Schulz radio edit) | 3:09     |  |
| 2.                                                    | «Prayer in C» (5th anniversary remix)   | 2:59     |  |
| 3.                                                    | «Prayer in C» (VIP remix)               | 2:44     |  |

## Posicionamiento en listas y certificaciones

### Listas semanales
Versión Original
| Lista (2014)   | Mejor posición |
| -------------- | -------------- |
| Francia (SNEP) | 9              |

Remix
| Lista (2014-15)                           | Mejor posición |
| ----------------------------------------- | -------------- |
| Alemania (Media Control AG)               | 1              |
| Australia (ARIA)                          | 7              |
| Austria (Ö3 Austria Top 40)               | 1              |
| Bélgica (Flandes) (Ultratop 50)           | 1              |
| Bélgica (Valonia) (Ultratop 50)           | 1              |
| Canadá (Hot 100)                          | 12             |
| Dinamarca (Tracklisten)                   | 1              |
| Escocia (Scottish Singles Sales Chart)    | 1              |
| Eslovaquia (Singles Digital Top 100)      | 3              |
| España (Top 100 Canciones)                | 1              |
| Estados Unidos (Billboard Hot 100)        | 23             |
| Estados Unidos (Pop Songs)                | 7              |
| Estados Unidos (Adult Pop Songs)          | 18             |
| Estados Unidos (Hot Dance Club Songs)     | 35             |
| Estados Unidos (Dance/Electronic Songs)   | 1              |
| Estados Unidos (Latin Pop Songs)          | 31             |
| Estados Unidos (Billboard Rhythmic)       | 23             |
| Euro Digital Song Sales                   | 1              |
| Finlandia (OFC)                           | 1              |
| Francia (SNEP)                            | 1              |
| Grecia (Greece Digital Songs)             | 1              |
| Hungría (Single Top 40)                   | 1              |
| Irlanda (Irish Singles Chart)             | 1              |
| Israel (Media Forest)                     | 1              |
| Italia (FIMI)                             | 1              |
| México (Mexico Ingles Airplay)            | 1              |
| México (Monitor Latino - Inglés)          | 12             |
| Noruega (VG-lista)                        | 1              |
| Nueva Zelanda (Recorded Music NZ)         | 5              |
| Países Bajos (Dutch Top 40)               | 1              |
| Polonia (Polish Airplay Top 20)           | 1              |
| Portugal (Billboard Digital Songs)        | 1              |
| Reino Unido (UK Singles Chart)            | 1              |
| Reino Unido (UK Dance Chart)              | 1              |
| República Checa (Singles Digital Top 100) | 1              |
| República Dominicana (Monitor Latino)     | 4              |
| Rumania (Media Forest)                    | 3              |
| Rusia (TopHit Airplay)                    | 1              |
| Suecia (Sverigetopplistan)                | 1              |
| Suiza (Schweizer Hitparade)               | 1              |
| Ucrania (TopHit Airplay)                  | 2              |

### Listas anuales
| País           | Lista (2014)                | Posición | Ref.   |
| -------------- | --------------------------- | -------- | ------ |
| Alemania       | Offizielle Deutsche Charts  | 6        | [ 48 ] |
| Australia      | ARIA Singles Chart          | 43       | [ 49 ] |
| Austria        | Austrian Singles Chart      | 4        | [ 50 ] |
| Bélgica        | Ultratop flamenca           | 2        | [ 51 ] |
| Bélgica        | Ultratop valona             | 2        | [ 52 ] |
| Dinamarca      | Tracklisten                 | 11       | [ 53 ] |
| España         | PROMUSICAE                  | 11       | [ 54 ] |
| Estados Unidos | Hot Dance/Electronic Songs  | 34       | [ 55 ] |
| Francia        | SNEP Charts                 | 2        | [ 56 ] |
| Hungría        | Single Top 100              | 3        | [ 57 ] |
| Israel         | Media Forest                | 4        | [ 58 ] |
| Países Bajos   | Nederlandse Top 40          | 6        | [ 59 ] |
| Polonia        | ZPAV                        | 6        | [ 60 ] |
| Reino Unido    | The Official Charts Company | 22       | [ 61 ] |
| Rusia          | TopHit Airplay              | 3        | [ 62 ] |
| Suecia         | Sverigetopplistan           | 13       | [ 63 ] |
| Suiza          | Schweizer Hitparade         | 2        | [ 64 ] |
| Ucrania        | TopHit Airplay              | 8        | [ 65 ] |

| País           | Lista (2015)               | Posición | Ref.   |
| -------------- | -------------------------- | -------- | ------ |
| Alemania       | Offizielle Deutsche Charts | 100      | [ 66 ] |
| Bélgica        | Ultratop valona            | 61       | [ 67 ] |
| Canadá         | Canadian Hot 100           | 46       | [ 68 ] |
| España         | PROMUSICAE                 | 73       | [ 69 ] |
| Estados Unidos | Hot Dance/Electronic Songs | 7        | [ 70 ] |
| Estados Unidos | Pop Songs                  | 45       | [ 71 ] |
| Francia        | SNEP                       | 31       | [ 72 ] |
| Hungría        | Single Top 100             | 56       | [ 73 ] |
| Países Bajos   | Single Top 100             | 72       | [ 74 ] |
| Rusia          | TopHit Airplay             | 7        | [ 75 ] |
| Suiza          | Schweizer Hitparade        | 39       | [ 76 ] |

| País      | Lista (2016)   | Posición | Ref.   |
| --------- | -------------- | -------- | ------ |
| Argentina | Monitor Latino | 78       | [ 77 ] |

### Decenales
| País           | Lista (2010–2019)          | Posición | Ref.   |
| -------------- | -------------------------- | -------- | ------ |
| Alemania       | Offizielle Deutsche Charts | 41       | [ 78 ] |
| Estados Unidos | Hot Dance/Electronic Songs | 44       | [ 79 ] |

### Certificaciones
| País           | Organismo certificador | Certificación | Simbolización | Ventas    | Ref.   |
| -------------- | ---------------------- | ------------- | ------------- | --------- | ------ |
| Alemania       | BVMI                   | Diamante      | ♦             | 1 000     | [ 80 ] |
| Australia      | ARIA                   | 5× Platino    | 5▲            | 350 000   | [ 81 ] |
| Austria        | IFPI Austria           | Platino       | ▲             | 30 000    | [ 82 ] |
| Bélgica        | BEA                    | Platino       | ▲             | 30 000    | [ 83 ] |
| Canadá         | Music Canada           | 6× Platino    | 6▲            | 480 000   | [ 84 ] |
| Dinamarca      | IFPI Dinamarca         | Oro           | ●             | 15 000    | [ 85 ] |
| España         | PROMUSICAE             | 2× Platino    | 2▲            | 120 000   | [ 86 ] |
| Estados Unidos | RIAA                   | Platino       | ▲             | 1 000     | [ 87 ] |
| Italia         | FIMI                   | 5× Platino    | 5▲            | 250 000   | [ 88 ] |
| México         | AMPROFON               | Oro           | ●             | 70 000    | [ 89 ] |
| Noruega        | RMNZ                   | 4× Platino    | 4▲            | 200 000   | [ 90 ] |
| Nueva Zelanda  | RMNZ                   | Oro           | ●             | 15 000    | [ 91 ] |
| Países Bajos   | NVPI                   | Platino       | ▲             | 80 000    | [ 92 ] |
| Reino Unido    | BPI                    | 2× Platino    | 2▲            | 1 200 000 | [ 93 ] |
| Suecia         | IFPI Suecia            | 3× Platino    | 3▲            | 120 000   | [ 94 ] |
| Suiza          | IFPI Suiza             | 3× Platino    | 3▲            | 60 000    | [ 95 ] |

### Sucesión en listas
| Anterior: «Traum» de Cro                                                                          | Offizielle Deutsche Charts — Sencillo N.º 1 20 de junio de 2014 — 24 de julio de 2014                                             | Siguiente: «Auf uns» de Andreas Bourani                  |
| Anterior: «Din Soldat» de Albin con Kristin Amparo                                                | Sverigetopplistan — Sencillo N.º 1 31 de julio de 2014 — 3 de septiembre de 2014                                                  | Siguiente: «I'm an Albatraoz» de AronChupa               |
| Anterior: «Il Mio Giorno Piu Bello Nel Mondo» de Francesco Renga                                  | Top Digital Download — Sencillo N.º 1 4 de agosto de 2014 — 25 de agosto de 2014                                                  | Siguiente: «Bailando» de Enrique Iglesias con Sean Paul  |
| Anterior: «Salsa Tequila» de Anders Nilsen                                                        | Dutch Top 40 — Sencillo N.º 1 9 de agosto de 2014 — 5 de septiembre de 2014                                                       | Siguiente: «Fireball» de Pitbull con John Ryan           |
| Anterior: «Chandelier» de Sia                                                                     | SNEP Top Singles — Sencillo N.º 1 14 de agosto de 2014 — 17 de octubre de 2014                                                    | Siguiente: «Dangerous» de David Guetta con Sam Martin    |
| Anterior: «Lovers on the Sun» de David Guetta con Sam Martin                                      | UK Singles Chart — Sencillo N.º 1 31 de agosto de 2014 — 13 de septiembre de 2014                                                 | Siguiente: «Blame» de Calvin Harris con John Newman      |
| Anterior: «Waves (Robin Schulz Remix)» de Mr. Probz «I Want You to Know» de Zedd con Selena Gomez | Hot Dance/Electronic Songs — Sencillo N.º 1 14 de febrero de 2015 — 13 de marzo de 2015 21 de marzo de 2015 — 27 de marzo de 2015 | Siguiente: «I Want You to Know» de Zedd con Selena Gomez |